# Janine Connes
Janine Connes (Dijon,  19 de mayo de 1926 o 1934-Orsay, 28 de noviembre de 2024) fue una astrónoma francesa condujo al establecimiento del método de espectroscopia infrarroja transformada de Fourier.
Connes está casada con Pierre Connes, un colega astrónomo; a menudo han realizado investigaciones juntos.

## Investigación
El trabajo de Connes es principalmente analizar la técnica del espectrofotómetro de transformada de Fourier, un campo que comenzó a estudiar en 1954. Su tesis y subsiguientes publicaciones dieron un análisis en profundidad de los detalles prácticos necesarios para su uso, con su tesis acreditada para establecer muchos de los principios de diseño tempranos. Con su marido Pierre Connes, ella fotografió a Venus y a Marte en el Observatoire du Pic du Midi de Bigorre usando el método, presentando imágenes mejores que las que otros habían tomado hasta entonces. Connes identificó la ventaja del uso de la interferometría.